# 李源德

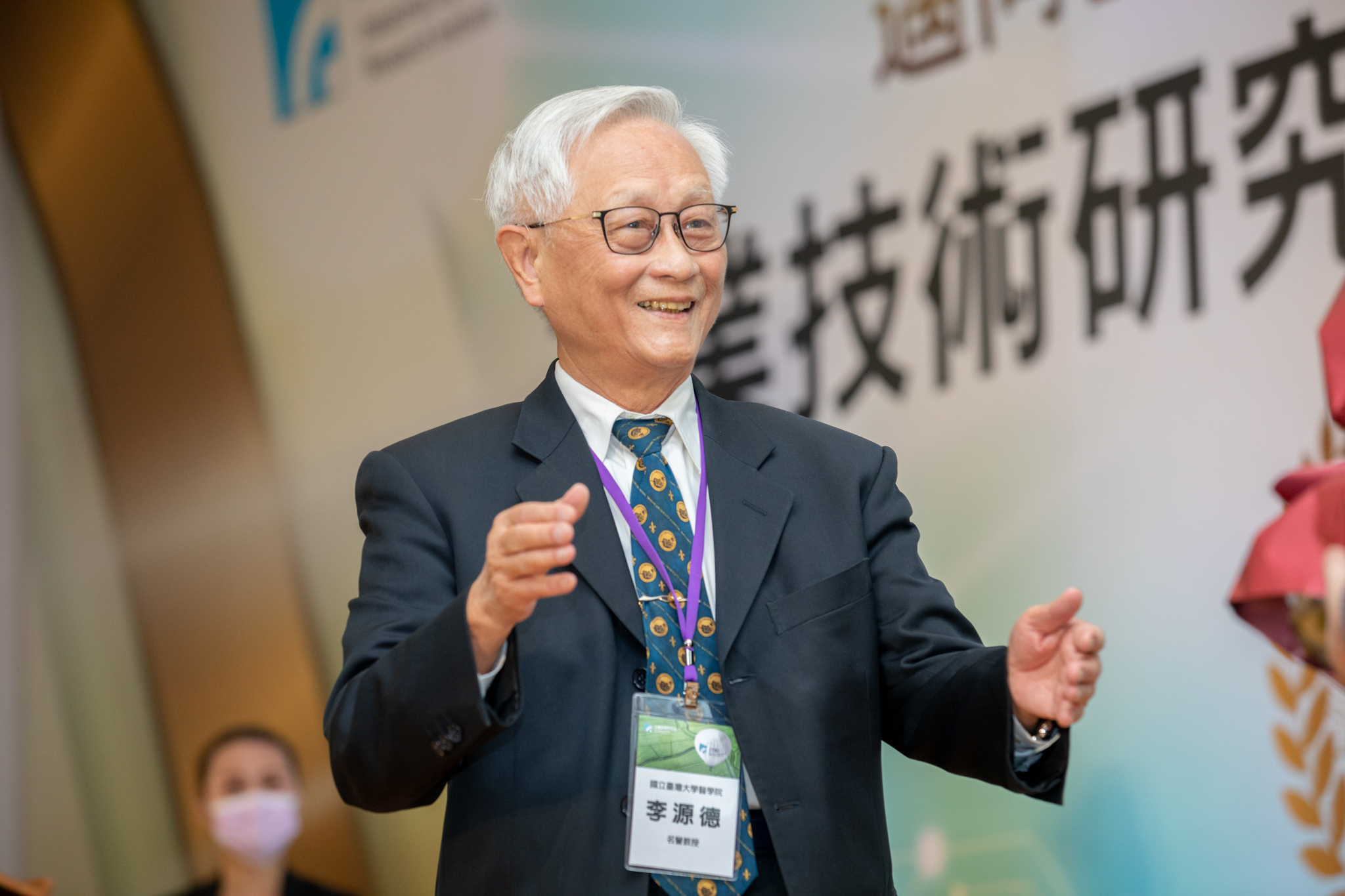
李源德出席第9屆工業技術研究院院士授證典禮

李源德（1939年11月30日—），台灣心臟內科醫師，台南縣新營市人，曾任台大醫學院內科教授、台大醫院內科部主任、台大醫院院長。

## 經歷
李源德醫師1965年畢業於國立台灣大學醫科，1982年獲東京醫科大學醫學博士。1966-70年在台大醫院受完整住院醫師訓練及心臟專科訓練後，留任台大醫院內科擔任主治醫師及心臟科教員。1973-1974年曾在Seattle, University of Washington，擔任一年心臟學臨床研究員，出國前先任健檢中心(健康管理中心)主治醫師，回國後執掌急救加護病房診療及教研工作17年。1982年升任內科教授，以心血管病為專科，積極從事介入性冠心病、狹窄性瓣膜病及心律調節器之移植，也首先引進超音波心圖及運動心電圖檢查，先後訓練院內外專業人才數百人。1992-1998年出任內科主任，1998-2004年擔任台大醫院院長。現為台大醫學院名譽教授、中國醫藥大學醫學院講座教授。
長期以來，在學術領域上致力於心臟病、高脂血及動脈粥狀硬化之臨床病理、教學研究，曾獲台灣醫學會雜誌最優秀論文獎、學術演講獎，並獲頒美國心臟學院院士及歐洲心臟學會院士。自擔任台大醫院院長後，台大醫院在2000年及2004年醫院評鑑均榮獲全國第一名，於2001年更獲得國家品質獎肯定，個人也在2003年榮獲個人國家品質獎。

## 榮譽
- 1976年   榮獲台灣醫學會雜誌最優秀論文獎
- 1996年   獲頒美國心臟學院院士
- 1996年   榮獲台灣醫學會學術演講獎
- 2000年   獲台北市政府頒發執行醫療業務服務三十五年獎狀
- 2000年   榮獲台南一中第四屆校友傑出成就獎
- 2002年   獲頒歐洲心臟學會院士
- 2003年   台灣醫學年會學術專題演講
- 2004年   榮獲第十五屆國家品質獎個人獎
- 2005年   榮獲教育部三等教育文化獎章
- 2019年   榮獲保安宮保生醫療奉獻獎特別獎
- 2020年   獲頒工業技術研究院第九屆院士

## 專長領域
- 心臟之病理及生理研究
- 心臟病學之教學研究
- 高脂血及動脈粥狀硬化之臨床病理機轉研究
- 自1989年起，在台北縣金山鄉從事一系列台灣心臟血管病之盛行率、發生率及遺傳基因與危險因素之社區調查分析研究

## 學術職務
- 中華民國急救加護醫學會理事長（1990年－1992年）、名譽理事長（1998年－）
- 財團法人名儕醫學文教基金會董事長（1990年－）
- 中華民國內科醫學會理事長（1992年－1999年）、榮譽理事長（1999年－）
- 中華民國動脈硬化暨血管病醫學會創會理事長（1996年－2001年）
- 中華民國心臟學會理事長（2003年－2005年）、名譽理事長（2005年－）
- 台灣心臟血管病防治醫學會創會理事長（2001年－）
- 中華民國公立醫院協會創會理事長（2001年－2005年）
- 台灣高血壓學會創會理事長（2005年－2008年）、名譽理事長（2008年－）